# Ward Beysen
Ward Beysen (n. 26 iunie 1941 - d. 14 ianuarie 2005), a fost un om politic belgian, membru al Parlamentului European în perioada 1999-2004 din partea Belgiei. 
1. ↑  Deputații în Parlamentul European
2. ↑   http://www.assembly.coe.int/nw/xml/AssemblyList/MP-Details-EN.asp?MemberID=2528 Lipsește sau este vid: |title= (ajutor)